# Георги Чадов
Георги Костов Чадов е български революционер, деец на Вътрешната македоно-одринска революционна организация.

## Биография
Роден е в 1880 година в град Охрид, тогава в Османската империя. Завършва трети прогимназиален клас. Включва се дейно в националноосвободителни борби на българите в Македония и влиза във ВМОРО. Участва в Илинденско-Преображенското въстание през лятото на 1903 година с чета от 12 души. Заловен е от властите и осъден на доживотен затвор в окови. След една година в затвора е амнистиран и отново започва да подпомага революционното движение в Охридско, като помага на нелегалните четници и пренася оръжие.
Мобилизиран е в Сръбската армия по време на Междусъюзническата война, но бяга в Българската. Участва и в Първата световна война.
На 18 февруари 1943 година, като жител на Охрид, улица „Христо Узунов“ № 9, подава молба за народна пенсия, която е одобрена и отпусната от Министерския съвет на Царство България.
Брат му Ламбе Чадов е македоно-одрински опълченец.